# Виктория Луизе (бронепалубен крайцер)
Вижте пояснителната страница за други значения на Виктория.
Виктория Луизе (на немски: SMS Victoria Louise) e германски бронепалубен крайцер от едноименния тип. Главен кораб на проекта.

## История на службата
В началото на Първата световна война крайцерът е използван в качеството на кораб за брегова охрана, но през ноември 1914 г. е превърнат в плаваща казарма. На 1 октомври 1919 г. корабът е изведен от състава на флота. По-късно е преустроен в товарен кораб под името „Флора“. През 1923 г. е продаден за скрап в Данциг.